# Koganei Yoshikiyo

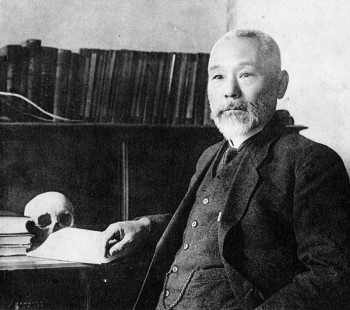
Koganei Yoshikiyo

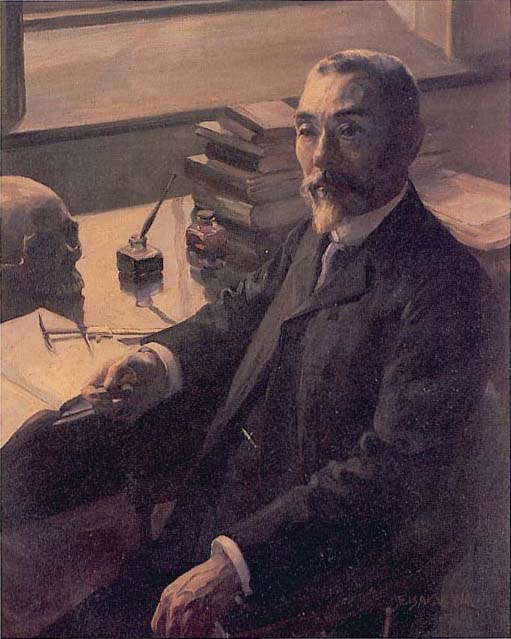
Koganei Yoshikiyo.

Koganei Yoshikiyo (japanisch 小金井 良精; geboren 17. Januar 1859 in Nagaoka, Provinz Echigo; gestorben 16. Oktober 1944 in Tōkyō) war ein japanischer Mediziner und Anthropologe.

## Leben und Wirken
Koganei Yoshikiyo wurde als Sohn des Koganei Yoshimichi (小金井 良達), Samurai des Nagaoka-Han, geboren. Er machte 1880 seinen Abschluss an der Medizinischen Fakultät der Universität Tōkyō, wo er von Wilhelm Schultze in Anatomie unterrichtet worden war. Anschließend ging er für fünf Jahre nach Deutschland, um sich an der Friedrich-Wilhelms-Universität weiter zu bilden. Einer seiner Lehrer war dort Wilhelm von Waldeyer-Hartz, der ihn zu seinem Assistenten machte. Nach seiner Rückkehr 1885 wurde er an seiner Alma Mater zunächst Lehrbeauftragter. 1886 wurde er der erste Anatomie-Professor in Japan.
Koganei studierte die Anatomie und Knochenstruktur der Ainu und publizierte von 1904 bis 1905 seine Ergebnisse als „Forschung zu den Ainu“ (アイヌ族の研究, Ainu-zoku no kenkyū). Er war zu dem Schluss gekommen, dass die Ainu die steinzeitliche Bevölkerung Japans gewesen waren. Koganei vertrat eine Rassentheorie, die die Ainu Hokkaidōs als auf einer "Rasseinsel" sitzend beschrieb und wandte sich somit gegen andere bestehende Strömungen jener Zeit, wie Tsuboi Shōgorōs Annahme, dass die Ainu wie die Japaner "mongoloid" seien oder Kodama Sakuzaemons Position einer "kaukasischen" Abstammung der Ainu, die auch von Wissenschaftlern wie Erwin Bälz getragen wurde.
Koganei war Mitglied verschiedener Anthropologischen Gesellschaften im In- und Ausland.

## Schriften
- Beiträge zur physischen Anthropologie der Ai͏̈no (1893).
- Kurze Mittheilung über Untersuchungen an lebenden Aino (1897). Archiv für Anthropologie 24. 1–39.
- Das Becken der Aïno und der Japaner
- Geleitwort zum Katalog der Büchersammlung von Dr. Heinrich Wilhelm Gottfried von Waldeyer-Hartz
- Messungen an chinesischen Soldaten
- Über 4 Koreaner-Schädel
- Über die Urbewohner von Japan
- Untersuchungen am Skelet
- Zur Frage der Abstammung der Aino und ihre Verwandtschaft mit anderen Völkern (1927). Anthropologischer Anzeiger 4 (3). 201–207.
- Forschung zur Anthropologi (人類学研究, Jinruigaku kenkyū)
- Praktische Anatomie (実用解剖学, Jitsuyō kaibōgaku)
- Koganei Yoshikiyo Tagebuch (小金井良精日記Koganei Yoshikiyo nikki)
- Sammlung von Beiträgen zur Anthropologie Japans (日本の人類学文献選集, Nihon no jinrui bunken-shū)
- Die Steinzeitbewohner Japans (日本石器時代住民, Nihon sekki-jidai no jūmin)
- Über die Veränderungen der Zähne bei den Steinzeitbewohnern Japans (日本石器時代人の歯牙を変形する風習に就て, Nihon sekki-jidai-jin no shika o henkei suru fūshū ni tsuite)